# La Soif (roman)
 (juillet 2025).
La mise en forme du texte ne suit pas les recommandations de Wikipédia : il faut le « wikifier ».
Les points d'amélioration suivants sont les cas les plus fréquents :
- Les titres sont pré-formatés par le logiciel. Ils ne sont ni en capitales, ni en gras.
- Le texte ne doit pas être écrit en capitales (les noms de famille non plus), ni en gras, ni en italique, ni en « petit »…
- Le gras n'est utilisé que pour surligner le titre de l'article dans l'introduction, une seule fois.
- L'italique est rarement utilisé : mots en langue étrangère, titres d'œuvres, noms de bateaux, etc.
- Les citations ne sont pas en italique mais en corps de texte normal. Elles sont entourées par des guillemets français : « et ».
- Les listes à puces sont à éviter, des paragraphes rédigés étant largement préférés. Les tableaux sont à réserver à la présentation de données structurées (résultats, etc.).
- Les appels de note de bas de page (petits chiffres en exposant, introduits par l'outil «  Source ») sont à placer entre la fin de phrase et le point final[comme ça].
- Les liens internes (vers d'autres articles de Wikipédia) sont à choisir avec parcimonie. Créez des liens vers des articles approfondissant le sujet. Les termes génériques sans rapport avec le sujet sont à éviter, ainsi que les répétitions de liens vers un même terme.
- Les liens externes sont à placer uniquement dans une section « Liens externes », à la fin de l'article. Ces liens sont à choisir avec parcimonie suivant les règles définies. Si un lien sert de source à l'article, son insertion dans le texte est à faire par les notes de bas de page.
- La présentation des références doit suivre les conventions bibliographiques. Il est recommandé d'utiliser les modèles {{Ouvrage}}, {{Chapitre}}, {{Article}}, {{Lien web}} et/ou {{Bibliographie}}. Le mode d'édition visuel peut mettre en forme automatiquement les références.
- Insérer une infobox (cadre d'informations à droite) n'est pas obligatoire pour parachever la mise en page.

Pour une aide détaillée, merci de consulter Aide:Wikification.
Si vous pensez que ces points ont été résolus, vous pouvez retirer ce bandeau et améliorer la mise en forme d'un autre article.
 (juin 2025).
Motif : Notoriété à démontrer selon les critères WP:FICTION
- Archive Wikiwix
- Bing
- Cairn
- DuckDuckGo
- E. Universalis
- Gallica
- Google
- G. Books
- G. News
- G. Scholar
- Persée
- Qwant
- (zh) Baidu
- (ru) Yandex

| 1. | Préciser le motif de la pose du bandeau. | Précisez le motif de la pose du bandeau en utilisant la syntaxe suivante : {{admissibilité à vérifier\|date=juillet 2025\|motif=remplacez ce texte par le motif}}                    |
| 2. | Informer les utilisateurs concernés.     | Pensez à avertir le créateur de l'article, par exemple, en insérant le code ci-dessous sur sa page de discussion : {{subst:avertissement admissibilité à vérifier\|La Soif (roman)}} |

Pour l’article homonyme, voir La Soif.
La Soif (titre original : Жажда) est un roman court écrit par l'écrivain russe Andreï Guelassimov et publié en 2004. Avec Les Dieux de la steppe, il s'agit de l'une des œuvres les plus connues de l'auteur. La traduction française du roman est de Joëlle Dublanchet.

## Résumé
« Je n’avais pas réussi à caser toute la vodka dans le frigo. J’avais d’abord essayé de poser les bouteilles debout, puis je les avais couchées les uns sur les autres. Elles ressemblaient comme ça à des poissons transparents. Tapis et silencieux. Mais je n’avais plus de place pour les dix dernières ».
L'histoire se déroule en Russie post-soviétique lors de la seconde guerre de Tchétchénie et raconte le retour à la vie civile d'un jeune bidasse appelé Constantin, dit Kostia, appelé sous les drapeaux et grièvement blessé au visage après l'attaque de son tank par les boeiviki. Pour oublier et noyer son traumatisme, Kostia, dont le visage terrorise les enfants, va se mettre à boire comme seuls les Russes savent le faire... à mort. Suivant ainsi l'enseignement d'un peintre raté rencontré dans son adolescence, qui lui apprit deux choses : boire de la vodka sans simagrées et ouvrir ses yeux au monde pour mieux le peindre.
Un voyage entrepris avec deux de ses camarades partis à la recherche du quatrième rescapé de l'équipage de tankistes qu'ils formaient en Tchétchénie sauvera Kostia de la plongée dans le néant éthylique. Dans ce périple à travers les villes russes, leurs gares, leurs rues, leurs faunes, Kostia mettra en pratique la seconde leçon essentielle de son maître : apprendre à voir, donc à dessiner, donc à vivre à nouveau.

## Personnages
- Constantin (Kostia) : Narrateur et protagoniste du roman, c'est un jeune homme tout juste sorti de l'enfance, un dessinateur doué devenu alcoolique depuis la blessure qui l'a transformé en monstre lors de l'explosion de son char au combat. Son visage est gravement brûlé au point qu'il n'ose plus se regarder dans le miroir et vit en réclusion presque totale.
- Olga : Voisine de Kostia avec qui elle entretient une relation amicale et auquel elle fait appel pour coucher son fils turbulent.
- Pacha : Ancien camarade de Kostia dans l'armée, ils étaient ensemble lors de l'attaque qui a défiguré Kostia. C'est un jeune homme impulsif, autrefois associé à Guéna avant que le duo se sépare pour une histoire d'argent latente dans le roman.
- Guéna : Lui aussi est un ancien camarade de Kostia. Il possède une Jeep centrale dans l'histoire, celle dans laquelle les trois garçons partent à la recherche de Sérioja
- Sérioja : Ancien camarade de Kostia, Guéna et Pacha, il est traumatisé par le souvenir de son service militaire en Tchétchénie. Il n'est pas présent dans la plus grande partie du roman car il s'est enfui et demeure introuvable.
- Slava : Petit frère de Kostia. Il est décrit comme un garçon intelligent et doué pour le dessin.
- Natacha : Petite sœur de Kostia et grande sœur de Slava (3 ans plus âgée). Elle imite en tout son petit frère.
- Alexandre Stépanovitch : Directeur de l'école dans laquelle Kostia étudiait enfant, il l'initie au dessin. Ce personnage semble atteint d'un étrange trouble : La soif. Toujours, il boit car il éprouve un sentiment de sécheresse. << - Je meurs de soif, disait-t-il, j'ai toujours soif, Constantin. Mon organisme a besoin de liquide. Ou d'autre chose, je ne sais pas. Tu sais, j'ai grandi dans un endroit ou il n'y avait pas d'eau du tout. Ni rivière ni étang. Je ne me souviens pas de la moindre flaque d'eau... C'est pour ça, que jusqu'à présent, j'ai soif. J'ai toujours une sensation de sécheresse. Tiens, donne moi ce verre, là..>>
- Édouard Mikhaïlovitch : Compagnon de la mère de Kostia. Il est présenté comme un homme gentil et attentionné, bien différent du père biologique de Kostia : il a « aidé la mère de Kostia dans le besoin », « n’a pas abandonné », alors que le père l’avait laissée.

## Style
Dans ce court roman qui pourrait s'apparenter à une nouvelle, l'auteur fait usage d'un style direct, quasi oral, s'exprime au travers de son protagoniste à la première personne et dans un style bref, concis. En faisant usage de locutions verbales quotidiennes, notamment l'usage régulier de grossièretés, il encre la narration dans le réel et donne une ambiance terre à terre qui sert le récit. 